# Electronica
Electronica – nieformalny i kontrowersyjny termin używany często w krajach zachodnich na określenie gatunków elektronicznej muzyki tanecznej, które nie są ukierunkowane bezpośrednio na parkiet klubowy. 
Termin ten został spopularyzowany przez amerykańską prasę muzyczną na fali popularności takich zespołów jak The Prodigy, The Chemical Brothers, Fatboy Slim i Daft Punk w drugiej połowie lat dziewięćdziesiątych.
Początkowo oznaczał połączenie tradycyjnych odmian muzyki tanecznej z muzyką pop, jednakże obecnie odnosi się również do wszystkich wykonawców eksperymentalnej muzyki elektronicznej wywodzącej się z nurtu tanecznego, oraz fuzje muzyki tanecznej z innymi stylami muzyki.
Chociaż electronica zaliczana jest do muzyki tanecznej, przeznaczona jest głównie do słuchania. Tworzona jest niemal wyłącznie przy użyciu instrumentów elektronicznych, a czasem obywa się nawet i bez nich - komputer generuje dźwięki za pomocą wirtualnych syntezatorów i samplerów.